# Брив сир Шарант
Брив сир Шарант (фр. Brives-sur-Charente) насеље је и општина у западној Француској у региону Поату-Шарант, у департману Приморски Шарант која припада префектури Сент.
По подацима из 2011. године у општини је живело 237 становника, а густина насељености је износила 39,9 становника/km². Општина се простире на површини од 5,94 km². Налази се на средњој надморској висини од 7 метара (максималној 37 m, а минималној 2 m).

## Демографија
| 1962. | 1968. | 1975. | 1982. | 1990. | 1999. | 2011. |
| ----- | ----- | ----- | ----- | ----- | ----- | ----- |
| 177   | 198   | 210   | 208   | 176   | 198   | 237   |

График промене броја становника у току последњих година